# Awesome Kong
Kia Stevens (n. 4 septembrie 1977, Carson, California, SUA), mai cunoscută sub numele de ring Awesome Kong, este o sportivă americană ce evoluează ca wrestler. A câștigat titlul mondial la femei de 3 ori în TNA/Impact Wrestling (o dată fiind pe echipe). Ea a luptat și în WWE sub pseudonimul Kharma, luând parte și în cadrul luptelor de bărbați. Stevens este și actriță, debutând pe Netflix.
În 2008, Pro Wrestling Illustrated a numit-o wrestlerul numărul 1 în lume la femei.
A luptat în Japonia în primii 5 ani de carieră.